# Световно първенство по биатлон 2012
Световното първенство по биатлон през 2012 г. се провежда в Руполдинг, Германия.
Посетено е от над 218 000 зрители, което е рекорд в историята на първенствата. Първенството е предавано на живо по телевизии от 13 страни. Огневият рубеж се намира в Киймгауарена. 
Това е последното световно първенство, в което участва Магдалена Нойнер – най-популярната и най-успешната германска биатлонистка, която прекратява спортната си кариера в края на сезона. Тя печели четири от петте медала на Германия от първенството – златен в спринта, сребърен в преследването, златен в женската щафета и бронзов в смесената щафета. 

## Класиране по медали
| No    | Държава   | Злато | Сребро | Бронз | Общо |
| 01    | Норвегия  | 4     | 1      | 1     | 6    |
| 02    | Франция   | 3     | 5      | 0     | 8    |
| 03    | Германия  | 2     | 1      | 2     | 5    |
| 4     | Беларус   | 1     | 1      | 0     | 2    |
| 4     | Словения  | 1     | 1      | 0     | 2    |
| 6     | Швеция    | 0     | 2      | 3     | 5    |
| 7     | Русия     | 0     | 0      | 2     | 2    |
| 8     | Чехия     | 0     | 0      | 1     | 1    |
| 8     | Финландия | 0     | 0      | 1     | 1    |
| 8     | Украйна   | 0     | 0      | 1     | 1    |
| Total | Total     | 11    | 11     | 11    | 33   |

## Дисциплини

### Смесена щафета
Смесената щафета е първият старт от програмата и се провежда на 1 март 2012 г. Участват 27 страни. Печели Норвегия пред Словения и Германия.
По време на състезанието норвежецът Оле Ейнар Бьорндален уцелва една от мишените, но тя не пада поради техническа неизправност. Поради това той бяга една наказателна обиколка, но след състезанието, вследствие на протест от страна на норвежкия отбор, времето на Норвегия е намалено с 30 секунди, като по този начин те задминават Словения, чиято щафета финишира 8,2 секунди пред норвежката по време на самото състезание. 
Българската щафета, състояща се от Нина Кленовска, Емилия Йорданова, Красимир Анев и Михаил Клечеров не финишира, тъй като е настигната с обиколка. 
| Място | Имена                                                                | Държава  | Време     | Грешки                          |
| ----- | -------------------------------------------------------------------- | -------- | --------- | ------------------------------- |
| 01    | Тура Бергер Синоеве Солемдал Оле Ейнар Бьорндален Емил Хегле Свенсен | Норвегия | 1:12:29.3 | 0+0 0+0 0+1 0+3 0+2 0+2 0+0 0+2 |
| 02    | Андрея Мали Тея Грегорин Клемен Бауер Яков Фак                       | Словения | 1:12:49.5 | 0+1 0+0 0+1 0+0 0+3 0+2 0+0 0+0 |
| 03    | Андреа Хенкел Магдалена Нойнер Андреас Бирнбахер Арнд Пайфер         | Германия | 1:13:02.1 | 0+2 0+1 0+1 0+2 0+0 0+0 0+1 1+3 |

### Спринт мъже
Спринтът на мъжете се провежда на 3 март 2012 г. Участват 138 състезатели. Печели французинът Мартен Фуркад пред норвежеца Емил Хегле Свенсен и шведа Карл Йохан Бергман. Трима от четиримата български състезатели се класират сред първите 60 и получават право да се състезават в преследването на следващия ден. Михаил Клечеров завършва 49-и, Красимир Анев – 52-ри и Владимир Илиев – 57-и. Мирослав Кенанов завършва 61-ви. 
| Място | Име                | Държава  | Време   | Грешки |
| ----- | ------------------ | -------- | ------- | ------ |
| 01    | Мартен Фуркад      | Франция  | 24:18.6 | 1+1    |
| 02    | Емил Хегле Свенсен | Норвегия | 24:33.7 | 1+1    |
| 03    | Карл Йохан Бергман | Швеция   | 24:36.3 | 0+0    |

### Спринт жени
| Място | Име              | Държава  | Време   | Грешки |
| ----- | ---------------- | -------- | ------- | ------ |
| 01    | Магдалена Нойнер | Германия | 21:07.0 | 0+0    |
| 02    | Дария Домрачова  | Беларус  | 21:22.2 | 0+0    |
| 03    | Вита Семеренко   | Украйна  | 21:44.6 | 0+0    |

### Преследване мъже
Преследването на мъжете се провежда на 4 март. В него участват първите 60 от спринта на предишния ден. Печели французинът Мартен Фукард пред шведа Карл Йохан Бергман и руснака Антон Шипулин.
| Място | Име                | Държава | Време   | Грешки  |
| ----- | ------------------ | ------- | ------- | ------- |
| 01    | Мартен Фуркад      | Франция | 33:39.4 | 1+1+0+2 |
| 02    | Карл Йохан Бергман | Швеция  | 33:44.6 | 0+1+1+0 |
| 03    | Антон Шипулин      | Русия   | 34:01.5 | 1+0+0+0 |

### Преследване жени
Преследването на жените се провежда на 4 март. В него участват първите 60 от спринта на предишния ден. Печели Дария Домрачова от Беларус пред Магдалена Нойнер от Германия и рускинята Олга Вилухина.
| Място | Име              | Държава  | Време   | Грешки  |
| ----- | ---------------- | -------- | ------- | ------- |
| 01    | Дария Домрачова  | Беларус  | 29:39.6 | 0+1+1+0 |
| 02    | Магдалена Нойнер | Германия | 30:04.7 | 0+1+0+2 |
| 03    | Олга Вилухина    | Русия    | 30:55.0 | 0+0+1+0 |

### Индивидуален старт мъже
| Място | Име             | Държава  | Време     | Грешки  |
| ----- | --------------- | -------- | --------- | ------- |
| 01    | Яков Фак        | Словения | 46:48.2   | 0+0+0+1 |
| 02    | Симон Фуркад    | Франция  | 46:55.2   | 0+0+1+0 |
| 03    | Ярослав Сукуп   | Чехия    | 47:00.5   | 0+1+0+0 |
| 16    | Владимир Илиев  | България | 48:31.6   | 0+0+0+1 |
| 19    | Красимир Анев   | България | 49:02.0   | 0+0+1+0 |
| 79    | Михаил Клечеров | България | 49:40.9   | 0+1+0+0 |
| 80    | Мартин Богданов | България | 1:00:20.7 | 3+3+1+1 |

### Индивидуален старт жени
Олимпийската шампионка от Игрите във Ванкувър през 2010 г. Тура Бергер от Норвегия печели състезанието пред французойката Мари Брюне и световната шампионка от Ханти-Мансийск 2011 Хелена Екхолм от Швеция. Фаворитките Магдалена Нойнер (победителка в спринта) и Дария Домрачова (победителка в преследването) завършват съответно на 23-та и 25-а позиция. От българките най-добре се представя Нина Кленовска, заела 50-о място. 
| Място | Име                | Държава  | Време   | Грешки  |
| ----- | ------------------ | -------- | ------- | ------- |
| 01    | Тура Бергер        | Норвегия | 42:30.0 | 1+0+0+0 |
| 02    | Мари Брюне         | Франция  | 43:26.4 | 0+0+0+1 |
| 03    | Хелена Екхолм      | Швеция   | 43:41.1 | 1+0+0+0 |
| 50    | Нина Кленовска     | България | 49:25.8 | 0+1+0+0 |
| 54    | Емилия Йорданова   | България | 49:45.2 | 1+1+1+0 |
| 79    | Десислава Стоянова | България | 52:31.9 | 2+1+1+1 |
| 80    | Ния Димитрова      | България | 52:35.4 | 0+1+2+2 |

### Щафета мъже
Норвежката щафета защитава титлата си от предишната година. Сребърните медали печели щафетата на Франция, а бронзовите – домакините от Германия. Българската щафета заема 17-о място. Завършват 18 щафети от 29 стартирали, като останалите са задминати с обиколка и прекратяват участието си преждевременно. 
| Място | Име                                                              | Държава  | Време     | Грешки                          |
| ----- | ---------------------------------------------------------------- | -------- | --------- | ------------------------------- |
| 01    | Оле Ейнар Бьорндален Руне Братсвеен Тарьей Бо Емил Хегле Свенсен | Норвегия | 1:17:26.8 | 0+0 1+3 0+0 0+2 0+1 0+1 0+0 0+0 |
| 02    | Жан Гилерме Беатрикс Симон Фуркад Алексис Бьоф Мартен Фуркад     | Франция  | 1:17:56.5 | 0+1 0+1 0+1 0+0 0+2 0+3         |
| 03    | Симон Шемп Андреас Бирнбахер Михаел Грайс Арнд Пфайфер           | Германия | 1:18:19.8 | 0+0 0+1 0+1 0+3 0+2 0+0 0+1 0+2 |
| 17    | Михаил Клечеров Мирослав Кенанов Владимир Илиев Красимир Анев    | България | 1:22:40.6 | 0+3 0+1 0+1 0+3 0+3 0+1 0+1 0+0 |

### Щафета жени
Щафетата на жените е спечелена от Германия пред Франция и Норвегия. Българската щафета не завършва състезанието, защото е задмината с обиколка. 
| Място | Име                                                       | Държава  | Време     | Грешки                          |
| ----- | --------------------------------------------------------- | -------- | --------- | ------------------------------- |
| 01    | Тина Бахман Магдалена Нойнер Мириам Гьоснер Андреа Хенкел | Германия | 1:09:33.0 | 0+1 0+0 0+3 1+3 0+2 0+1 0+0 0+0 |
| 02    | Мари Брюне Софи Боале Ане Бесконд Мари Дорен Хабер        | Франция  | 1:10:01.5 | 0+1 0+0 0+1 0+0 0+1 0+2 0+1 0+1 |
| 03    | Фани Хорн Елизе Ринген Синооеве Солемдал Тура Бергер      | Норвегия | 1:10:12.5 | 0+1 0+3 0+1 0+2 0+1 0+3 0+1 0+0 |

### Масов старт мъже
| Място | Име                | Държава | Време   | Грешки  |
| ----- | ------------------ | ------- | ------- | ------- |
| 01    | Мартен Фуркад      | Франция | 38:25.4 | 0+1+1+0 |
| 02    | Бьорн Фери         | Швеция  | 38:28.4 | 0+0+0+0 |
| 03    | Фредрик Линдстрьом | Швеция  | 38:28.8 | 0+1+1+0 |

### Масов старт жени
| Място | Име              | Държава   | Време   | Грешки  |
| ----- | ---------------- | --------- | ------- | ------- |
| 01    | Тура Бергер      | Норвегия  | 35:41.6 | 0+0+1+0 |
| 02    | Мари Брюне       | Франция   | 35:49.7 | 0+0+0+1 |
| 03    | Каиса Мекерейнен | Финландия | 35:54.3 | 0+0+0+1 |